# Gogoșu (okręg Mehedinți)
Gogoșu – wieś w Rumunii, w okręgu Mehedinți, w gminie Gogoșu. W 2011 roku liczyła 1028 mieszkańców.